# ساديو ساو
ساديو ساو (13 مارس 1976 بداكار في السنغال - ) هو لاعب كرة قدم سنغالي في مركز جناح ‏. لعب مع بريستون نورث إيند ونادي الكوكب المراكشي ونادي الوداد الرياضي ونادي تشيربورغ ونادي جازيليك أجاكسيو ونادي كريتيل ونادي نانت ونادي نانسي ونادي نيور ونيم أولمبيك.